# Herbin Hoyos
Herbin Hoyos Medina (Saladoblanco, Huila, 13 de setembre de 1967 – Bogotà, 23 de febrer de 2021) fou un periodista, investigador i corresponsal de guerra colombià. És reconegut per ser líder les Voces del secuestro des de 1994.

## Trajectòria
Estudià periodisme amb èmfasi en conflictes de guerra en la Universitat Complutense de Madrid Espanya. La seva carrera va començar en periodisme radial. Es va inspirar en la seva pròpia experiència d'haver estat segrestat per les Forces Armades Revolucionàries de Colòmbia durant 17 dies el 1994. En 2008 va rebre el Premi Ondas. Exiliat a l'octubre de 2009, ha continuat el seu programa utilitzant els estudis de Cadena SER.
Està entrenat en el rescat d'aire, aigua, automòbils i espais confinats, primers auxilis, proves de supervivència, crisi i rescat administratiu. És un pilot privat amb llicència de l'Autoritat d'Aviació Civil de Colòmbia. És membre fundador actiu d' Air Search and Rescue Organization: BAYR. És professor de Defensa dels Drets Humans en Àrees de Conflicte i exponent de les seves experiències en guerra, estudis i recerca en universitats d'Amèrica Llatina, Europa i Colòmbia. Ha denunciat la violació de Drets Humans 1991 a l'Iraq durant l'Operació Tempesta del Desert i en 1998 en l'acció coneguda com a Operació Guineu del Desert.
Herbin Hoyos s'ha dedicat a missions humanitàries i ha presentat queixes a mitjans estrangers i organitzacions internacionals sobre la violació dels recursos humans a Bòsnia Hercegovina; Kosovo, Prishtine; Sierra Leone; Belgrad; Sarajevo, l'Iraq i Txetxènia on va ser torturat pels paramilitars de Grozni. Al setembre de 2002 va fer la cobertura de la Intifada entre Israel i Palestina, on va realitzar una entrevista "exclusiva" amb el president Yasser Arafat enmig del bombardeig d'Israel. El març de 2003, va ser l'únic periodista colombià que va acompanyar la invasió estatunidenca a l'Iraq des d'on va transmetre en viu a Caracol Radio de Colòmbia i setze xarxes de ràdio i televisió a Amèrica Llatina.
Creador i productor del programa Voces de secuestro a Radio Caracol, aquest programa va ser creat després que va ser segrestat per les guerrilles de les FARC. Va ser rescatat per l'Exèrcit 17 dies després del 29 de març de 1994 després d'una batalla i persecució de tretze dies consecutius. Des de llavors s'ha dedicat a acompanyar als ostatges a través de la ràdio, mantenir-los vius, fer que les seves famílies i sers estimats els parlin a través del programa de ràdio, que és un format únic al món. A més, des del començament del programa fins avui, s'ha dedicat a denunciar la violació dels drets humans de més de 24 mil víctimes segrestades per les FARC, 6500 ELN, més de 4,000 persones desaparegudes per paramilitars i altres grups armats a Colòmbia. Els supervivents del segrest, després de tornar a la llibertat, van a les estacions de ràdio on es transmet el programa "Voces del secuestro" per expressar-los la seva gratitud.

## Implicació en un esquema Ponzi
A l'octubre de 2008, Herbin Hoyos es va associar amb la companyia panamenca FinanzasForex per obrir un fons per recaptar diners per al segrest. Els diners suposadament s'invertirien en mercats de divises, i els ingressos eren segrestats per ajudar-los a assolir la seva seguretat financera un cop alliberats. Aleshores, les Comissions de Valors de Panamà i Espanya ja havien publicat advertiments que Finanzasforex no tenia llicència per a prendre dipòsits ni per comerciar en mercats financers. Finanzasforex finalment es va esfondrar quan els bancs van deixar d'acceptar transferències de diners als seus comptes sota sospita o activitats il·legals. El març del 2011, el seu fundador Germán Cardona Soler va ser detingut a Espanya sota acusacions de blanqueig de capitals i d'operar un esquema Ponzi que va defraudar almenys 100.000 persones a Europa, Estats Units i Amèrica del Sud, incloses les persones que havien contribuït al fons del segrest.